# 1954 في البرتغال
فيما يلي قوائم الأحداث التي وقعت خلال عام 1954 في البرتغال.

## رياضة
- 1 يناير – الدوري البرتغالي الممتاز 1953-54 الفائز سبورتينغ لشبونة.

## مواليد

### يناير
- 1 يناير – فيتور بينتو اقتصادي برتغالي.
- 29 يناير – رودولفو ريس

### فبراير
- 21 فبراير – جايمي سيلفا سياسي برتغالي.

### مارس
- 1 مارس – مينيرفينو بييترا
- 19 مارس – هيرمان خوسيه[1]

### مايو
- 30 مايو – جبريل مينديز لاعب كرة قدم برتغالي.[2]

### يوليو
- 24 يوليو – جورجي جيسوس مدرب كرة قدم برتغالي.
- 31 يوليو – ميغيل أمارال سائق سيارة سباق برتغالي.

### أغسطس
- 9 أغسطس – خوسيه دي كيروز عالم فلك سويسري.
- 12 أغسطس – جورجي مارتنز لاعب كرة قدم برتغالي.[3]

### أكتوبر
- 10 أكتوبر – فرناندو سانتوس لاعب كرة قدم برتغالي.
- 28 أكتوبر – مانويل بينهو اقتصادي برتغالي.[4]

### نوفمبر
- 14 نوفمبر – خوسيه كارلوس آبرو لاعب كرة قدم برتغالي.[5]

### ديسمبر
- 2 ديسمبر – باولو خوسيه روتشا لاعب كرة قدم برتغالي.

## وفيات

### نوفمبر
- 29 نوفمبر – ماريانا كويلو (مواليد 1857) كاتبة برازيلية.